# The New Favourites of...Brinsley Schwarz
The New Favourites of...Brinsley Schwarz è l'ultimo album dei Brinsley Schwarz, pubblicato dalla United Artists Records nel luglio del 1974. Il disco fu registrato nei mesi di aprile e maggio del 1974 al Rockfield Studios di Monmouth, Galles (Gran Bretagna).

## Tracce
Lato A
1. (What's so Funny 'Bout) Peace, Love and Understanding – 3:22 (Nick Lowe)
2. Ever Since You're Gone – 4:05 (Nick Lowe)
3. The Ugly Things – 2:46 (Nick Lowe)
4. I Got the Real Thing – 3:33 (Ian Gomm, Nick Lowe)
5. The Look That's in Your Eye Tonight – 4:12 (Nick Lowe)

Lato B
1. Now's the Time – 2:06 (Allan Clarke, Graham Nash)
2. Small Town, Big Guy – 4:29 (Nick Lowe)
3. Trying to Live My Life Without You – 3:22 (Eugene Williams)
4. I Like You, I Don't Love You – 3:25 (Ian Gomm, Nick Lowe)
5. Down in the Dive – 4:52 (Brinsley Schwarz, Nick Lowe)

Edizione CD del 2001, pubblicato dalla Repertoire Records (REP 4942)
1. (What's so Funny 'Bout) Peace, Love and Understanding – 3:33 (Nick Lowe)
2. Ever Since You're Gone – 4:05 (Nick Lowe)
3. The Ugly Things – 2:46 (Nick Lowe)
4. I Got the Real Thing – 3:35 (Ian Gomm, Nick Lowe)
5. The Look That's in Your Eye Tonight – 4:10 (Nick Lowe)
6. Now's the Time – 2:05 (Allan Clarke, Graham Nash)
7. Small Town, Big Guy – 4:27 (Nick Lowe)
8. Trying to Live My Life Without You – 3:22 (Eugene Williams)
9. I Like You, I Don't Love You – 3:24 (Ian Gomm, Nick Lowe)
10. Down in the Dive – 4:54 (Brinsley Schwarz, Nick Lowe)
11. I've Cried My Last Tear – 2:34 (Naomi Neville) – Bonus Track, Single A-Side UK-United Artists UP 35642 (1974)
12. (It's Gonna Be A) Bringdown – 2:52 (Ian Gomm) – Bonus Track, Single B-Side UK-United Artists UP 35642 (1974)
13. Everybody – 2:58 (Tommy Roe) – Bonus Track, Single A-Side UK-United Artists UP 35768 (1975)
14. There's a Cloud in My Heart – 3:05 (Nick Lowe) – Bonus Track, Single A-Side UK-United Artists UP 35812 (1975)

## Musicisti
- Brinsley Schwarz - chitarre, sassofono alto, sassofono tenore, voce
- Bob Andrews - tastiere, sassofono alto, voce
- Ian Gomm - chitarre, voce
- Nick Lowe - basso, chitarra acustica, voce
- Billy Rankin - percussioni[1][2][8]